# Peter Møller (komponist)
 Der er for få eller ingen kildehenvisninger i denne artikel, hvilket er et problem. Du kan hjælpe ved at angive troværdige kilder til de påstande, som fremføres i artiklen.

Peter Møller (født 4. marts 1947 i København, død 12. april 1999) var en dansk organist og komponist.
Som dreng spillede han blokfløjte og fik klaverundervisning hos pianisten og komponisten Ilja Bergh. I 1964 blev han optaget på Det kgl. danske Musikkonservatorium, hvor han studerede klaver (hos Helge Nørgaard) og orgel (hos Charley Olsen og professor Aksel Andersen). Efter studier i solistklassen samme sted, suppleret med studier hos Hans Haselböck (improvisation) og Anton Heiller (interpretation af J.S. Bachs orgelværker), debuterede han i 1973.
Fra 1971 til 1973 virkede Peter Møller som fast organistassistent ved Garnisons Kirke i København, hvorefter han blev ansat i Løgumkloster som organist og leder af den netop igangsatte kursusvirksomhed for landsbyorganister. Fra 1978 og frem til 1997 virkede han som organist og kantor ved Vor Frelsers Kirke i Esbjerg.
Peter Møllers pædagogiske virke omfattede bl.a. undervisning i fagene orgel, liturgik og salmekundskab ved Vestjysk Musikkonservatorium (1975-96) og Vestervig Kirkemusikskole (1980-89). Herudover har han igennem årene optrådt som orgelsolist ved et stort antal kirkekoncerter - ikke mindst i opførelser af egne værker. I sommeren 1989 varetog han hvervet som organist ved pave Johannes Paul II’s messe i Øm. Fra 1993 arbejdede han med udgivelsen af den nye danske salme- og koralbog som medlem af Salmebogskommissionen.
Som komponist debuterede Peter Møller i 1969 med en del af sit første større orgelværk Via Crucis. I årene herefter voksede værklisten støt med en lang række klaver- og kammermusikværker, men fra 1973 flyttedes hovedvægten af Peter Møllers produktion over på orgelmusik. 
Peter Møller døde i 1999 efter flere års svær sygdom. Flere af hans værker er udgivet på Edition Egtved og Forlaget Mixtur.

## Værker (uddrag)
- Siseby Nodebog - for orgel
- Visby Orgelbok
- 6 orgelsymfonier
- Forvandling - for orgel
- Pinseunderet - for orgel
- Opstandelsesunderet - for orgel
- Apokalyptiske meditationer - for orgel
- Chaconne efter J.S. Bach - for klaver
- 3 klaversonater
- Det gamle flygels fortællinger I og II på hver 24 præludier og fugaer
- Symfoni for orkester og sopransolist
- Koncert for orgel, obligat obo og strygere over tonerne BACH
- Intrada for kor, messingblæsere og orgel (ved bispevielsen i Haderslev Domkirke, marts 1999)[4]
- Korværker
- Salmemelodier bl.a. "Det første lys er ordet talt af Gud", "Fyldt af glæde over livets under" samt "Som året går"[5]